# Jacobo Árbenz Guzmán
Juan Jacobo Árbenz Guzmán (Quetzaltenango, Guatemala, 14 de setembre de 1913 – Ciutat de Mèxic, 27 de gener de 1971) va ser un militar i polític guatemalenc que va ser Ministre de la Defensa Nacional (1944-1951) i president de Guatemala (1951-1954). Va pertànyer al grup de militars que van protagonitzar Revolució d'Octubre de 1944. És conegut com el «soldat del poble».
Va ser enderrocat per un cop d'estat dirigit pel govern dels Estats Units, amb el patrocini de la United Fruit Company i executat per la CIA mitjançant l'Operació PBSUCCESS, que el va substituir per una junta militar encapçalada pel coronel Carlos Castillo Armas. Va ser acusat de comunista per atacar els interessos dels monopolis fruiters nord-americans i per donar cabuda entre el seu cercle íntim d'assessors als membres del Partit Guatemalenc del Treball, que era el partit comunista de Guatemala. Després del cop d'estat, va haver de sortir a un exili on es va separar de la seva esposa i fills, va sofrir una fèrria campanya de desprestigi orquestrada per la CIA i la seva filla Arabella es va suïcidar a Colòmbia el 1965; finalment, va morir en Mèxic el 1971.